# Albina Osipowich
Albina Osipowich (Worcester (Massachusetts), Estados Unidos, 26 de febrero de 1911-6 de junio de 1964) fue una nadadora estadounidense especializada en pruebas de estilo libre corta distancia, donde consiguió ser campeona olímpica en 1928 en los 100 metros.

## Carrera deportiva
En los Juegos Olímpicos de Ámsterdam 1928 ganó la medalla de oro en los 100 metros estilo libre, por delante de su compatriota Eleonor Garatti y la británica Joyce Cooper; y también ganó el oro en los relevos de 4x100 metros libre, por delante de Reino Unido y Sudáfrica.